# 17049 Miron
A 17049 Miron (ideiglenes jelöléssel 1999 FJ34) a Naprendszer kisbolygóövében található aszteroida. A LINEAR projekt keretében fedezték fel 1999. március 19-én.